# The Golden Age of Grotesque
《The Golden Age of Grotesque》는 미국의 록 밴드 마릴린 맨슨의 다섯 번째 정규앨범이다.

## 정보
팀 스콜드가 팀에 새로 영입되어 공동 프로듀서를 맡아 작업을 함께 했다. 2003년 4월부터 12월까지 〈Grotesk Burlesk 투어〉를 진행하게 되었다. 수록곡 중 〈mOBSCENE〉, 〈(s)AINT〉, 〈This Is the New Shit〉이 싱글로 발매되었으며, mOBSCENE의 뮤직비디오에는 벌레스크 아티스트인 디타 본 티즈가 출연했다.
이 후, 존 5, 마돈나 웨인 게이시가 마릴린 맨슨에서 탈퇴하게 된다.

## 내한 공연
마릴린 맨슨은 2003년 10월 4일 처음으로 대한민국 서울 올림픽공원 펜싱경기장에서 단독 공연을 갖게되었다.
맨슨은 한 매체와 인터뷰를 갖고, 공연 성사에 대해서 "무척 기쁘다. 그 동안 나의 예술 활동에 많은 오해가 있었던 것 같다. 미국과 한국 문화의 차이점도 있었을 테고 영어가 한국어로 번역되는 과정에서 생긴 오해일 수도 있다."고 밝혔고, 활동이 청소년에게 유해하지 않겠느냐는 질문에는 "요즘 CNN 뉴스를 보면 현실에서 살인과 전쟁, 질병이 난무하고 있지 않은가? 사실 나의 그로테스크한 상상력이 그만큼 해롭지는 않다고 생각한다.", 악마 숭배 의혹과 종교관에 관해서는 "악마나 신을 믿지 않으며, (굳이 믿는다면)나 자신을 믿는다. 종교와 철학책을 많이 읽으면서 가장 나와 비슷한 철학을 가진 사람이 니체라고 생각했다. 또한 나는 미국에서 좀 더 배우고 더 가진 사람들이 종교를 이용해서 그렇지 못한 사람들을 조종하고 지배하는 것에 대해 비판한 것이다. 신에 대해서 생각하자면 창조한다는 측면에 관심을 두고 있다."고 답변하기도 했다.
맨슨의 내한공연은 1999년과 2000년 두 차례에 걸쳐 추진됐었으나 반려됐고, 2003년 공연은 성사는 되었지만 기독교계 등의 반발 끝에 결국 맨슨이 성적 행위, 마약 예찬, 관객 모독 등을 하지 않겠다는 내용을 담은 서면각서를 쓰는 일까지 벌어졌다.
공연 당일에는 5000여명의 관객이 공연장을 찾았다. 그러나 공연 막바지에 음향기기의 과부하로 앰프의 전원이 나가는 바람에 〈The Beautiful People〉이 연주되던 도중 30초를 남겨놓은 상태에서 갑자기 음악이 멈췄고, 공연이 끝났다는 안내방송이 나오자 관객들이 항의하여 주최 측이 사과하는 일도 있었다. 이 후 맨슨은 2005년 두 번째 단독 공연과 2008년 서태지의 락 페스티벌인 ETPFEST 참가를 위해 한국을 방문했다.

## 수록곡
전체 작사: 마릴린 맨슨
| #            | 제목                                 | 작곡                           | 재생 시간 |
| ------------ | ------------------------------------ | ------------------------------ | --------- |
| 1.           | 〈Thaeter〉                          | 맨슨, 마돈나 웨인 게이시, 존 5 | 1:14      |
| 2.           | 〈This Is the New Shit〉             | 존 5, 맨슨, 팀 스콜드          | 4:20      |
| 3.           | 〈mOBSCENE〉                         | 존 5, 맨슨                     | 3:25      |
| 4.           | 〈Doll-Dagga Buzz-Buzz Ziggety-Zag〉 | 존 5, 맨슨, 스콜드             | 4:11      |
| 5.           | 〈Use Your Fist and Not Your Mouth〉 | 존 5, 맨슨                     | 3:34      |
| 6.           | 〈The Golden Age of Grotesque〉      | 존 5, 맨슨                     | 4:05      |
| 7.           | 〈(s)AINT〉                          | 존 5, 맨슨, 스콜드             | 3:42      |
| 8.           | 〈Ka-Boom Ka-Boom〉                  | 존 5, 스콜드                   | 4:02      |
| 9.           | 〈Slutgarden〉                       | 존 5, 맨슨                     | 4:06      |
| 10.          | 〈♠〉 (Spade)                        | 존 5                           | 4:34      |
| 11.          | 〈Para-noir〉                        | 존 5, 맨슨, 스콜드, 게이시     | 6:01      |
| 12.          | 〈The Bright Young Things〉          | 존 5                           | 4:19      |
| 13.          | 〈Better of Two Evils〉              | 존 5, 맨슨, 스콜드, 게이시     | 3:48      |
| 14.          | 〈Vodevil〉                          | 존 5, 스콜드                   | 4:39      |
| 15.          | 〈Obsequey (The Death of Art)〉      | 맨슨, 스콜드                   | 1:34      |
| 총 재생 시간 | 총 재생 시간                         | 총 재생 시간                   | 57:32     |

| #   | 제목                                      | 작사    | 작곡                       | 재생 시간 |
| --- | ----------------------------------------- | ------- | -------------------------- | --------- |
| 16. | 〈Tainted Love〉                          | Ed Cobb | Ed Cobb                    | 3:24      |
| 17. | 〈Baboon Rape Party〉 (영국, 일본 발매판) |         | 맨슨, 스콜드               | 2:41      |
| 18. | 〈Paranoiac〉 (일본 발매판)               | 맨슨    | 존 5, 맨슨, 스콜드, 게이시 | 3:57      |

- Tainted Love는 글로리아 존스의 1965년 곡을 커버하였다.

## 참여
이 목록은 해당 앨범의 부클릿에서 발췌하였다.
마릴린 맨슨
- 마릴린 맨슨 - 프로듀서, 리드 보컬, 신시사이저, 건반 악기, 루프, 에디트, 사진
- 마돈나 웨인 게이시 - 건반 악기, 신시사이저, 루프
- 팀 스콜드(Tim Sköld) - 프로듀서, 베이스 기타, 기타, 드럼 프로그래밍, 디지털 에디트, 아코디언, 건반, 루프, 아트워크
- 진저 피쉬 - 드럼
- 존 5 - 기타, 피아노, 오케스트레이션

참여 음악인
- Lily & Pat - 보컬(3, 11)

스탭
- Ben Grosse - 프로듀서, 믹싱(The Mix Room), 프로덕션
- Tom Baker(Precision Mastering) - 마스터링
- Ben Grosse - 녹음, 디지털 에디트
- Chuck Bailey - 보조 기술
- Jeff Burns - 보조 기술
- Blumpy - 디지털 에디트
- Ross Garfield - 드럼 테크니션
- Tony Ciulla - 매니지먼트
- Jay Sendyk - 비지니스 매니지먼트
- Gottfried Helnwein - 아트워크
- Mark Williams - A&R
- Jon Blaine - 헤어
- Perou - 사진
- Bau-Da Disign Lab - 디자인